# 중화인민공화국 민정부

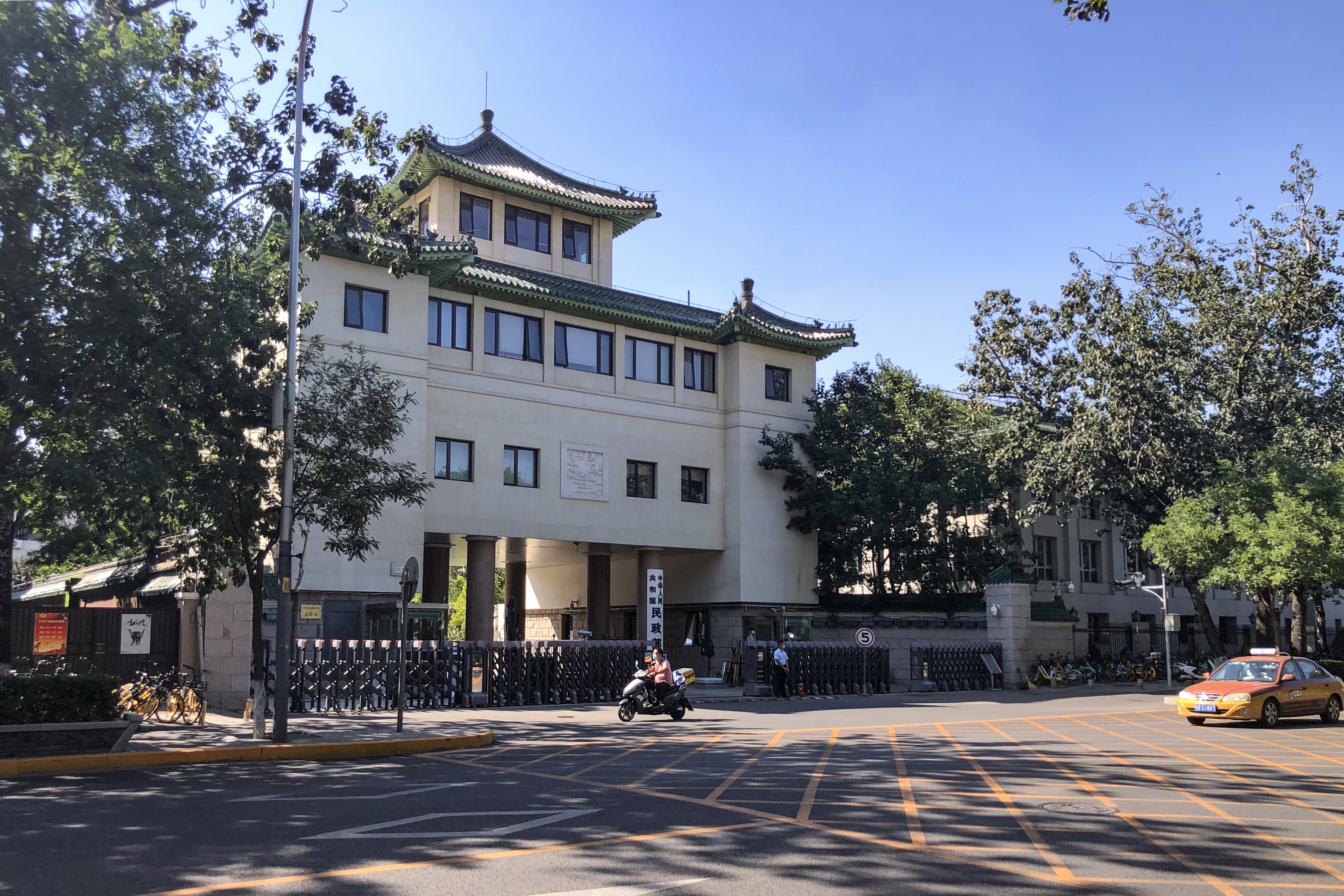

중화인민공화국 민정부(中华人民共和国民政部/中華人民共和國民政部)는 중화인민공화국 국무원에 속해있는 사회 행정에 관한 업무를 담당하는 부서이다. 1949년 11월에 중화인민공화국 내무부라는 이름으로 공식 설립되었다. 현재의 이름은 1978년 5월에 개칭된 것이다.

## 연혁
- 1949년 11월 중화인민공화국 내무부 설립.
- 1954년 9월 중화인민공화국 내정부로 이름을 바꿈.
- 1969년 1월 다시 중화인민공화국 내무부로 이름을 바꿈.
- 1978년 5월 중화인민공화국 민정부로 이름을 바꿈.

## 같이 보기
- 중화인민공화국의 행정 구역